# Kasnazan
Kasnazan (arab. ‏كسنزان‎) – miasto w Iraku, w muhafazie Irbil. W 2009 roku liczyło 54 391 mieszkańców.